# Goederenrecht (België)
Het goederenrecht is een deel van het Belgische burgerlijk recht en omvat het recht betreffende goederen en zakelijke rechten (eigendomsrecht en mede-eigendom, zakelijke gebruiksrechten en zakelijke zekerheidsrechten). De goederen worden geregeld in Boek 3 van het Belgisch Burgerlijk Wetboek.
Nationaal recht